# Nedyalko Stoyanov
Nedyalko Stoyanov (em búlgaro:  Недялко Стоянов, nascido em 26 de janeiro de 1955) é um ex-ciclista olímpico búlgaro. Stoyanov representou sua nação em dois eventos nos Jogos Olímpicos de Verão de 1976.